# ポウィス統監
ポウィス統監（ポウィスとうかん、英語: Lord Lieutenant of Powys）は、イギリスの官職。統監の1つで、ポウィスを担当する。1972年地方行政法でイングランドおよびウェールズの地方自治体再編が行われ、同法第218(1)条によりグレーター・ロンドンおよび各都市・非都市カウンティに統監が1人ずつ任命されることとなった。同法でモンゴメリーシャー、ラドナーシャー、ブレックノックシャーがポウィスに統合されたため、1974年の同法施行とともにポウィス統監が任命された。

## 一覧
- 1974年4月1日 – 1986年：ジョン・ライアン・コーベット＝ウィンダー[3]
  - モンゴメリーシャー統監（英語版）より続投[2]
- 1986年7月16日 – 1998年：マーヴィン・リー・ボーディロン[3]
- 1998年8月10日 – 2018年9月10日：エリザベス・シャーン・ジョセフィーン・レッグ＝バーク（英語版）[3][4]
- 2018年9月10日 – ：ティア・C・ジョーンズ[4]